# Gustavo Gusto
Gustavo Gusto ist eine Marke sowie ein Unternehmen, welches sich auf die Herstellung von Tiefkühlpizzen spezialisiert. Es ist ansässig in Gartenberg, dem größten Gemeindeteil der Stadt Geretsried in Oberbayern.

## Geschichte
Das Unternehmen begann 2003 mit der Eröffnung einer Pizzeria gegenüber der Universität Passau von Christoph Schramm. Der Grund für den Standort der Pizzeria war, dass Schramm dort studierte. Nach einigen Erfolgen wurden drei weitere Filialen in Passau eröffnet. 2014 wurde die Marke Gustavo Gusto gegründet, unter welcher fertige Tiefkühlpizzen hergestellt werden. An diesem Standort wurden zur Eröffnung 2000 Pizzen pro Tag von 15 Mitarbeitern produziert. Während in anfänglicher Zeit zumeist umliegende Lokale beliefert wurden, begann im Februar 2016 auch der Verkauf von Gustavo-Gusto-Pizzen bei Rewe. Im Oktober des gleichen Jahres erhielt die Pizzaverpackung von Gustavo Gusto den Red Dot Design Award.
2017 nahm Edeka die Tiefkühlpizzen von Gustavo Gusto ins Programm. Ebenfalls 2017 startete die Expansion nach Österreich. 2018 wurde der Sitz der Firma von Passau nach Geretsried südlich von München verlegt. Der neue Unternehmenssitz mit einem Maschinenpark, Kälteanlagen und Lagerhallen kostete 12 Millionen Euro. Mit diesem Schritt erhöhte sich die Produktion von 15.000 auf 75.000 Pizzen täglich. 2019 startete Gustavo Gusto die ersten Nachhaltigkeitsprojekte. Mit der Pizza Solarmi in Kooperation mit der Online-Plattform Enyway wurden 100.000 Mini-Solarpanels mit einer Größe von 0,1 Quadratmetern als Beigabe zur Pizza verschenkt. Der entsprechende Solarpark mit einer Größe von 10.000 Quadratmetern wurde im November 2019 fertiggestellt. Im Mai 2019 wurde Gustavo Gusto zum ersten klimaneutralen Tiefkühlpizza-Hersteller Deutschlands und startete im Dezember des Jahres das Aufforstungsprojekt „Alle 6 Minuten pflanzen wir einen Baum“.
Mediale Aufmerksamkeit erlangte Gustavo Gusto im Juni 2020, als das Unternehmen zum Boykott von sich selbst aufrief, um lokale Pizzerien während der COVID-19-Pandemie zu unterstützen. Auch gab es zu dieser Zeit eine Werbekampagne, mit der die Pizza „Vier Käse für ein Halleluja“ herausgebracht wurde. Im gleichen Jahr expandierte das Unternehmen in die Schweiz.
Der Spatenstich für ein zweites Werk in Artern, Thüringen erfolgte im Juni 2021. Am 26. September 2022 wurde der neue Standort feierlich eröffnet.
2022 kritisierte Die Zeit das Unternehmen in einem Artikel, der gesetzliche Vorschriften zur Kennzeichnung von Klimaneutralität forderte, und warf Gustavo Gusto sowie anderen Unternehmen, die ihre CO2-Bilanz mit Nachhaltigkeitsprojekten ausgleichen, Greenwashing vor. Für die Aktion Deutschland Hilft organisierte Gustavo Gusto einen Extra-Lagerverkauf und spendete den Erlös in Höhe von 50.000 Euro. Außerdem wurden im Anschluss Büroräume zu Wohnungen für ukrainische Kriegsflüchtlinge umgebaut.  
Seit 2023 beliefert Gustavo Gusto auch Restaurants. Im selben Jahr begann auch der Verkauf von Pizzen in den Niederlanden. Anlässlich des neuen Ghostbuster-Films Frozen Empire brachte Gustavo Gusto mit der „Ghostbusters New York Style Pizza“ eine neue limitierte Sonderedition auf den Markt. Anlässlich der Fußball-Europameisterschaft 2024 in Deutschland wettete Gustavo Gusto, dass die deutsche Nationalmannschaft mindestens das Achtelfinale erreichen würde, andernfalls gäbe es eine Gratis-Pizza für jeden Kunden.

## Produkte
Anfänglich waren ausschließlich die Pizzen Margherita, Prosciutto (Schinken), Salame (Salami) und Tonno (Thunfisch) erhältlich. Mittlerweile wurde das Sortiment mit den Sorten Spinat und Ricotta, Salame Piccante (scharfe Salami), Schinken und Ananas und „Vier Käse für ein Halleluja“ erweitert. Die letztgenannte Sorte ist eine Anlehnung an den Film Vier Fäuste für ein Halleluja.
Gustavo Gusto machte außerdem drei Kooperationen mit dem Webvideoproduzenten Laserluca, wo die sogenannte Luca-Pizza herausgebracht wurde. Die erste war eine klassische Pizza Margherita, die zweite war eine Schinkenpizza mit durch Aktivkohle geschwärztem Teig und die dritte eine mit verschiedenen Käsesorten und Frühlingszwiebeln. Die zweite Luca-Pizza wurde mit einem Preis ausgezeichnet, musste allerdings kurz nach ihrer Veröffentlichung auf Grund des Risikos, auf der Pizza Plastikteile vorzufinden, zurückgerufen werden.
Ab 2021 verkaufte die Marke außerdem Speiseeis, welches jedoch 2024 vom Markt genommen wurde. 2023 brachte Gustavo Gusto zudem Pizzen der Art „Extra luftig“ heraus. Dazu gab es auch eine Werbekampagne.

## Auszeichnungen
- Red Dot Design Award 2016[7]